# Socialisme marxista
El socialisme marxista és un corrent ideològic que aplicà al camp del socialisme clàssic les teories filosòfiques, polítiques i econòmiques de Karl Marx i Friedrich Engels per a la construcció d'una nova societat des dels seus fonaments. Per a més informació sobre el pensament de Marx i Friedrich Engels (vegeu marxisme).

## El socialisme marxista alseglexix

### Inicis
Sorgí a la segona meitat del segle xix, de la facció autoritària de la I Internacional (o AIT). Era una doctrina que creia en la participació política de la classe obrera en partits. De la mateixa manera que la Burgesia tenia els seus partits, el proletariat havia de tenir també els seus. Tot i així, el Socialisme marxista no fou en un primer moment reformista, doctrina amb la qual era molt crític. Marx anomenà el corrent de Socialisme que estava forjant Socialisme científic. Pretenia marcar un abans i un després dins el pensament socialista, tot proposant el seu ideari com el més racional i veritablement científic, això és, inqüestionable i inevitable. Aquesta postura determinista i mecanicista fou una de les característiques més notables del Socialisme marxista i els seus derivats.
El Socialisme marxista fou una tendència en constant construcció i revisió. D'antuvi, era excessivament mecanicista i creia que el desenvolupament del capitalisme portaria a les seves pròpies contradiccions i, consegüentment, al col·lape, que deixaria pas al naixement del socialisme. Això excloïa la força de les accions dels individus, encara que Marx considerava que les desigualtats, el tipus de propietat i l'alienació en el treball que patia la classe obrera feien sorgir la lluita de classes entre proletariat i burgesia. En la base de tot aquest sistema hi havia el materialisme històric, enfrontat a l'idealisme. Davant l'anàlisi de les societats, s'emprava una òptica materialista i es deixava en un paper secundari l'òptica idealista. Per a Marx les idees se supeditaven a l'estructura.

### Revisió i expansió: primer període de la II Internacional (1889-1900)
A finals del segle xix el Socialisme marxista anà suavitzant l'explicació mecànica de l'evolució de la societat que el francès Jules Guesde havia difós amb tant d'èxit durant els decennis anteriors des del POF (Parti Ouvrier Français). Igualment, s'acceptà un cert reformisme dins el Socialisme marxista, per tal com veien que les contradiccions del capitalisme es gestaven lentament i que no podien romandre passius davant els esdeveniments i el curs de la història. És per això que es preparà la classe obrera i se cercaren millores materials immediates per als obrers. Aquesta via s'emmarca amb els postulats socialdemòcrates que la II Internacional de 1889 havia pres com a línies generals de l'ideari, amb Eduard Bernstein i Karl Kautsky com a principals motors de revisió del Socialisme marxista clàssic.
En aquesta època aparegueren o es consolidaren els grans partits socialdemòcrates europeus. A Espanya hom hi troba el Partido Socialista Obrero (PSO, 1879), dirigit per Pablo Iglesias i que el 1888 desembocà a la creació del PSOE, després de separar-se'n la branca reformista. A França, ja hem vist el POF de Jules Guesde (fundat el 1879, del qual també se'n separà la branca reformista de Paul Brousse el 1882. La gran força socialdemòcrata francesa no arribà fins al 1905, després de tot un seguit d'unificacions i fusions de partits socialistes marxistes, reformistes i humanistes, que desembocà a la constitució de la Section Française de l'Internationale Ouvrière (SFIO), de la mà de Jules Guesde (socialista marxista), Jean Allemane (socialista reformista) i Jean Jaurès (socialista humanista). A Itàlia, els sectors socialistes marxistes s'uniren el 1881 per formar la Confederazione Operaia Lombarda (COL), que immediatament es transformà en el Partito Operaio Italiano (POI) en passar a actuar a tot l'àmbit italià. Com en el cas francès, la unificació que es feu de forces socialistes englobà reformistes i socialistes liberals. Així, el 1892 es creà el Partito Socialista Italiano (PSI), de la mà de Constantino Lazzari (socialista marxista), Filippo Turati (socialista liberal) i Andrea Costa (socialista reformista). Finalment, a Alemanya les forces socialistes marxistes eren concentrades al Sozialdemokratische Partei Deutschlands (SPD), fundat el 1875 i que liderà les revisions del Socialisme marxista al voltant del concepte de la Socialdemocràcia. En fundar-se la II Internacional esdevingué aviat la gran força socialista de referència a Europa.

## El socialisme marxista al segle XX

### Els primers anys: segon període de la II Internacional (1900-1914)
Durant el segle xx el Socialisme marxista ha patit grans revisions i girs, que han fet aparèixer escissions profundes i de gran envergadura. Als primers anys, es palesa la confluència susdita del Socialisme liberal (també anomenat Socialisme humanista) amb el Socialisme marxista. El cas que millor exemplifica aquesta fusió és el polític francès Jean Jaurès que, provinent del Socialisme humanista acabà acceptant els postulats revistats per Bernstein i Kaustky d'un Socialisme marxista de caràcter socialdemòcrata, el màxim representant del qual era l'SPD, el partit socialista alemany. En el cas català aquest procés es veuria representat per Antoni Fabra i Ribas.

### Guerra iunion sacrée(1914-1917)
Tanmateix, el 1914, amb l'inici de la Primera Guerra Mundial i el pacte d'union sacrée dels partits socialistes nacionals europeus, es trencà la cohesió interna i aparegueren fortes dissidències que, amb tot, ren minoritàries dins la família socialista marxista. Davant la ruptura de relacions entre partits socialistes i el col·lapse de la II Internacional, alguns grups que divergien de la política oficial dels seus partits començaren a organitzar conferències internacionals per a la cerca d'un nou espai socialista europeu, més enllà de les actituds nacionalistes dels partits socialistes marxistes d'Europa davant la guerra. Així, se celebraren mantes conferències, per entre les quals destaquen la Conferència de Berna (març de 1915), la conferència de Zimmerwald (setembre de 1915) i la Conferència de Kienthal (abril de 1916), totes elles celebrades a la neutral Suïssa. En elles s'observà que aquesta minoria d'oposició a la guerra també estava dividida. D'una banda, hom troba les posicions moderades, que advoquen per una reconstrucció de la II Internacional i una pau immediata sense annexions. D'una altra, hom troba els qui advocaven per a la construcció d'una nova Internacional i que pretenien de convertir la guerra imperialista en una guerra revolucionària. En aquesta darrera línia hi hauria Rosa Luxemurg i Lenin. Per la seva banda, les forces socialistes –majoritàries– que donaven suport a l'union sacrée s'estaven implicant a fons dins els mecanismes de l'Estat burgès i n'estaven transformant el seu caràcter, atès que l'Estat, empès per les necessitats de guerra, intervenia sectors estratègics i fonamentals de l'economia. Alhora, les forces polítiques i sindicals del Socialisme marxista participaven de l'Estat i adquirint una inusitada experiència de govern. Cal remarcar un grup de socialistes que s'oposaven als pactes amb l'Estat liberal burgès, però que ho acceptaven per disciplina de partit.

### Pau i Revolució: De Berlín a Moscou (1917-1919)
La Primera Guerra Mundial transformà i trencà la unitat del Socialisme marxista. D'una banda, la socialdemocràcia marxista havia adquirit experiència de govern i patia una forta deriva reformista que l'empenyia a la col·laboració amb un Estat liberal transformat també per la guerra. D'una altra, les forces de l'esquerra de la Conferència de Zimmerwald, encapçalades per Lenin a Rússia havien dut a terme una revolució obrera que havia pres el Poder de l'Estat rus en descomposició i oferia una alternativa a la línia del Socialisme marxista col·laboracionista amb l'Estat durant la guerra, per tal com oferia la fi de la guerra a Rússia. Aquesta Segona Revolució Russa de 1917 s'emmarcà en la crisi de 1917 que assolà tota hora i que es traduí en un esclat revolucionari de part de soldats i obrers contra la guerra i els governs que la mantenien. La Segona Revolució Russa de 1917 fou l'única que triomfà i permeté que els bolxevics muntaren un govern revolucionari basat en els sòviets. A més, pretenien d'estendre la revolució obrera i socialista arreu d'Europa, començant per Alemanya, bastió del Socialisme marxista. La Spartakus Bund de Rosa Luxemburg i Karl Liebknecht provà de fer una revolució d'estil bolxevic al 5 de gener de 1919, però fracassà i fou sanguinàriament reprimida per les forces socialdemòcrates que havien pres el poder a Alemanya, després de la revolució socialdemòcrata que les forces socialistes que havien pactat amb l'Estat liberal burgès durant la guerra havien dut a terme el 9 de novembre de 1918 per preparar el camí vers una utòpica pau sense annexions. La ruptura dins la família del Socialisme marxista s'evidenciava.

### La ruptura del Socialisme marxista (1919-1939)
A partir de 1919 el Socialisme marxista es dividí en dos corrents que emprengueren camins separats. D'una banda, el Bolxevisme de la Revolució obrera triomfant (ben aviat convertit en Comunisme marxista); d'una altra, la Socialdemocràcia marxista que tendí cada cop més vers un reformisme actiu i que s'allunyava dels postulats marxistes primigenis. Ambdós corrents arribaren a convertir-se en antitètics i el 1929 la III Internacional arribà a propugnar la guerra de classe contra classe, tot acusant la Socialdemocràcia de moviment socialfeixista.
Tanmateix, abans d'arribar a aquest punt, ambdós corrents organitzaren sengles internacionals. La Socialdemocràcia, per la seva banda, reconstituí la II Internacional, mentre que el bolxevisme (ja format com a Comunisme marxista) creà la III Internacional o Komintern. Els vells partits socialistes marxistes europeus començaren a patir fortes escissions cap a l'esquerra, que eren els embrions dels partits comunistes nacionals: el Parti Communiste Français, eixit de la SFIO; el Partido Comunista de España, eixit del PSOE; el Partito Comunista Italiano, eixit del Partit Socialista Italià; i el Kommunistische Partei Deutschlands, eixit de la ISD, la Spartakus Bund i l'ala esquerrana de l'USPD, tots ells escissions anteriors de l'SPD. Eren partits regits per les 21 condicions d'adhesió a la III Internacional que, entre altres coses, establia purgues periòdiques del partit d'elements burgesos i socialdemòcrates, o prohibia que els nous partits conservessin més d'un terç de les velles direccions socialdemòcrates. Un cas curiós i especial fou la Internacional II 1/2, creada per un grup de socialistes centristes que es volia situar en una posició equidistant entre la II Internacional refundada i la III Internacional. Dins ella hi havia antigues grans figures del Socialisme marxista, com Eduard Bernstein, Karl Kautsky o Jean Longuet. No acceptaven el panorama eixit de la Primera Guerra Mundial i volien recuperar les antigues fórmules i postulats d'abans de la guerra a Europa.
Ni l'ascens del feixisme a Europa frenà el deteriorament de les relacions i allunyament de les postures entre el comunisme marxista i la socialdemocràcia. Solament el 1936 hi hagué un apropament notable, causat per l'amenaça que suposava el feixisme a Itàlia, Alemanya, Espanya i França. Així, des de la III Internacional s'abandonà la política de classe contra classe i s'optà per la creació de fronts populars que frenessin l'ascens de partits feixistes. A França i a Espanya es crearen fronts d'aquest estil que obtingueren la victòria a les eleccions.

### Més enllà de 1939
Les trajectòries del comunisme marxista i la socialdemocràcia se separaren encara més d'ençà 1945, després de la Segona Guerra Mundial. La Socialdemocràcia s'anà constituint com a força de Poder i anà renunciant a poc a poc al marxisme i al socialisme. Per la seva banda, el Comunisme marxista sofrí mantes revisions i escissions. Mai més no hi tornà a haver la unitat doctrinal dels dos corrents, per bé que sí que hi hagué pactes i aliances electorals i de govern, tot i que els objectius a llarg termini havien canviat en una i altra força.